# ریکاردو فردا
ریکاردو فرِدا (به ایتالیایی: Riccardo Freda) (۲۴ فوریه ۱۹۰۹ – ۲۰ دسامبر ۱۹۹۹) کارگردان ایتالیایی زاده مصر بود. او بیشتر به‌خاطر فیلم‌های ترسناک و مهیجش شناخته شده‌است، اگرچه فیلم‌های رزمی و حماسی نیز در کارنامه‌اش دیده می‌شود.

## زندگی و حرفه
فِرِه‌دا در سال ۱۹۰۹ در اسکندریه مصر زاده شد و در ۹ سالگی به همراه خانوده‌اش به میلان نقل مکان کرد. او در رشته مجسمه‌سازی تحصیل کرد و در ۲۴ سالگی به مدرسه سینمایی رم رفت. آغاز فعالیت او در سینما با فیلم‌نامه‌نویسی همراه بود. او نخستین فیلم خود را در سال ۱۹۴۲ کارگردانی کرد. او کارگردانی صحنه‌های نبرد چند فیلم از جمله مغول‌ها (۱۹۶۱) و طلا برای سزارها (۱۹۶۲) را نیز به عهده داشته‌است.

## گزیده فیلم‌شناسی
- صدای بی رخ (۱۹۳۹)
- تمام شهر می‌خواند (۱۹۴۵)
- عقاب سیاه (۱۹۴۶)
- بینوایان (۲ قسمت، ۱۹۴۷)
- سوارکار اسرارآمیز (۱۹۴۸)
- پسر دارتانیان (۱۹۴۹)
- انتقام عقاب سیاه (۱۹۵۱)
- اسپارتاکوس (۱۹۵۳)
- تئودورا، ملکه زرخرید (۱۹۵۴)
- بئاتریچه چنچی (۱۹۵۶)
- وامپیرها (۱۹۵۷)
- دامی در طنجه (۱۹۵۷)
- کالتیکی، هیولای فناناپذیر (۱۹۵۹)
- غول تسالی (۱۹۶۱)
- مغول‌ها (۱۹۶۱)
- هفت شمشیر انتقام جو (۱۹۶۲)
- راز هولناک دکتر هیچکاک (۱۹۶۲)
- روح (۱۹۶۳)
- ماجراجوی باشکوه (۱۹۶۵)
- کاپلان همه چیز را نابود می‌کند (۱۹۶۵)
- دورو (۱۹۶۹)
- ضیافت تراژیک (۱۹۷۲)
- مافوق بشر (۱۹۷۹)[۱]